# 粟島瑞丸
粟島 瑞丸（あわしま ずいまろ、1981年9月2日 - ）は日本の俳優、演出家、脚本家。大阪府河内長野市出身。研音所属。身長171cm、血液型O型。

## 人物
- 2001年、オリジナルビデオ『湘南爆走族2』で俳優デビュー。『岸和田少年愚連隊 カオルちゃん最強伝説』シリーズのレギュラー出演ほか、任侠系、ヤンキー系のオリジナルビデオや映画に多く出演し、次第に他のテイストの映画やテレビドラマへと活動の場を広げる。
- 2005年、演劇団体「劇団東京倶楽部」の公演に出演、以降は舞台の出演も重ねてゆく。
- 2007年、俳優の吉岡毅志と「演劇集団スプートニク」を立ち上げ（旗揚げメンバーは粟島、吉岡のほか川岡大次郎、福沢重文、佐藤晴彦）、定期的に公演を行っていたが2012年6月をもって活動休止。『ウルトラマンガイア』で主人公を演じた吉岡のほかにも特撮ヒーロー出身の俳優と交友が多く、永井大、杉浦太陽、富田翔などがよくブログに登場している。他にFC岐阜所属で元日本代表のサッカー選手・柏木陽介やEXILEのネスミス、RIZE、AA=のドラムで俳優の金子ノブアキなどと交友がある。
- 2012年7月、それまで所属していた芸能事務所「クラッチ.」から株式会社ビーコン・ラボ　エンターテインメントに移籍。俳優集団「ai-kata」の一員としても公演に出演していたが2012年12月に同俳優集団の解散を発表。
- 2012年11月、自身が主宰で演劇集団Z-Lion（ジーライオン）を旗揚げし、出演しながらも、プロデュース、演出、脚本もすべて自身で手掛けている。
- 2014年、『サヤ達とドキュメンタリー』が、日本劇団協議会「日本の劇」戯曲賞の最終選考作品に選出される。
- 2015年6月、所属事務所株式会社ビーコン・ラボ　エンターテインメントを退社。
- 2016年1月1日、俳優、演出家、脚本家として研音に所属を発表。

## 脚本

### テレビドラマ
- 居酒屋ふじ（2017年7月、テレビ東京）
- 過ちスクランブル 全5話（2017年11月 - 、フジテレビTWO）
- オー・マイ・ジャンプ! 〜少年ジャンプが地球を救う〜（2018年1月、テレビ東京）
- スモーキング（2018年4月 - 7月、テレビ東京）
- 崖っぷちホテル！ Huluオリジナルストーリー『本日のお客様は、宇海直哉様』（2018年6月、日本テレビ、Hulu）
- 神酒クリニックで乾杯を（2019年3月、BSテレ東）
- 真犯人フラグ　Huluオリジナルストーリー『週間追求PREMIUM』（2021年10月、日本テレビ、Hulu）
- around1/4 アラウンド・クォーター（2023年7月、朝日放送/テレビ朝日）

### 映画
- はらはらなのか。（2017年3月公開） - 原案・脚本協力
- 過ちスクランブル（2017年10月公開）-脚本
- 空からの花火（2018年6月公開）-脚本

### 配信ドラマ
- デヴィ夫人のワイルドクリスマス（2024年12月、ショードラ/TikTok）
- 違う、お父さん（2025年7月、ショードラ/TikTok）
- 年下童貞（チェリーボーイ）くんに翻弄されてます（2025年7月、BUMP）

### 舞台
- 朗読劇　半沢直樹　瀬名・広重編『繰り返される時…』（2020年9月、新国立劇場中劇場）
- スタンディングオベーション（2021年8月3日 - 29日︰TBS赤坂ACTシアター、9月4日 - 7日︰京都劇場）
- 舞台『MARGINAL#4』 BIG BANG STAGE（2022年2月23日 - 27日、ヒューリックホール東京）
- 舞台『終遠のヴィルシュ-ErroR:salvation- Case. Scien Brofiise』（2024年12月19日-29日、シアターサンモール）

## 演出・監督

### 配信ドラマ
- その顔であってる？（2025年3月8日-13日、ショードラ/TikTok)
- 違う、お父さん（2025年7月、ショードラ/TikTok）

### 舞台
- 朗読劇 半沢直樹（2020年9月12日-13日、新国立劇場中劇場）
- SOLO Performance ENGEKI「HAPPY END」（2021年2月17〜2月23日、シアターサンモール）
- 舞台『MARGINAL#4』 BIG BANG STAGE（2022年2月23日 - 27日、ヒューリックホール東京）
- テイルズ オブ アライズ　オンラインシアター リベレイターズ（2022年3月26日〜3月27日）
- 三人芝居「オブセッション」（2022年9月14日〜19日、CBGKシブゲキ!!）
- SOLO Performance ENGEKI「HAPPY WEDDING」（2023年2月17〜2月26日、シアターサンモール）
- 舞台『終遠のヴィルシュ-ErroR:salvation- Case. Scien Brofiise』（2024年12月19日-29日、シアターサンモール）

### ライブ
- 天月 アリーナツアー Departure（2022年8月16日、＠ぴあアリーナMM）

## 出演

### テレビドラマ
- 愛の劇場 結婚式へ行こう! 第12話（2007年1月、TBS）
- 月曜ゴールデン 占い師みすず 事件は運命の彼方に2（2007年5月21日、TBS）
- 死ぬかと思った Case11「仲介人」（2007年6月16日、日本テレビ）
- 女帝 第8話（2007年8月、テレビ朝日）
- 素浪人 月影兵庫 第7話（2007年9月、テレビ朝日）
- キューティーハニー THE LIVE（2007年10月 - 2008年3月、テレビ東京）
  - 第5話「第二の少女!」- ズイマロ 役
  - 第13話「合コンしちゃうぞ!」- 沢口真一 役
- 恋のから騒ぎドラマスペシャル「ナマイキな女」（2007年11月30日、日本テレビ）
- 相棒（テレビ朝日）
  - SEASON6 第13話「マリリンを探せ」（2008年1月、）- 諏訪山睦男（バイクにはねられて死亡）役
  - SEASON11 第8話「棋風」（2012年12月）- 山口 役
- 土曜時代劇 オトコマエ! 第8話「信じてえ」（2008年6月、NHK）‐ 文蔵 役
- 上海タイフーン第1話（2008年9月、NHK）
- BOSS 第9話（2009年6月、フジテレビ）
- サラリーマン金太郎2 第6話（2010年2月、テレビ朝日）
- 新・ミナミの帝王2（2011年3月、関西テレビ/フジテレビ） - 吉崎 役
- 匿名探偵 第4話（2012年11月、テレビ朝日） - 磯村寛治 役
- 絶狼-ZERO- -BLACK BLOOD-  第1話〜第6話（2014年2月、ファミリー劇場） - カトウ 役
- 松本清張 強き蟻 テレビ東京開局50周年特別企画　松本清張（2014年7月2日、テレビ東京）
- 東京スカーレット〜警視庁NS係 最終話（2014年9月9日、TBS） - 前原雄輔 役
- 日曜連続ドラマW スケープゴート 第1・3話（2015年4月、WOWOW）- 佐藤 役
- 天使と悪魔-未解決事件匿名交渉課- 最終話（2015年6月、テレビ朝日）- 大庭直樹 役
- バブリシャス・ロード 全12話（2015年10月 - 12月、BS11）- 森田猛男 役 ※準主役
- マネーの天使〜あなたのお金、取り戻します!〜 第11話（2016年3月、読売テレビ） - 山瀬 役
- お迎えデス。 第6話（2016年5月、日本テレビ） - 柴田 役
- 受験のシンデレラ（2016年6月 - 8月、NHK BSプレミアム） - 高梨信夫 役
- THE LAST COP/ラストコップ　第3話（2016年10月、日本テレビ） - 赤嶺大和 役
- ABC創立65周年記念スペシャルドラマ『氷の轍』（2016年11月、朝日放送/テレビ朝日） - 池田医師 役
- 三匹のおっさん3〜正義の味方、みたび!!〜 最終回2時間スペシャル（2017年3月、テレビ東京） - 柊哉 役
- 二夜連続ドラマスペシャル　アガサ・クリスティ そして誰もいなくなった（2017年3月25日・26日、テレビ朝日） - 伊笠伸弥 役
- 居酒屋ふじ 第1話（2017年7月9日、テレビ東京） - 粟島瑞丸 役
- 痛快TV スカッとジャパン
  - ショートドラマ（2017年11月6日、フジテレビ）- 柴田雅也 役
  - ショートドラマ（2017年11月20日、フジテレビ）- 藤村伸一 役
- 重要参考人探偵　最終話（2017年12月8日、テレビ朝日）- 桐山光晴 役
- DOCTORS〜最強の名医〜新春スペシャル　（2018年1月4日、テレビ朝日）- 折原克也 役
- 二夜連続ドラマスペシャル アガサ・クリスティ 第２夜 大女優殺人事件〜鏡は横にひび割れて〜（2018年3月、テレビ朝日）‐ 間場壮介 役
- ダブル・ファンタジー（2018年6月 - 7月、WOWOW） - 山下悠斗 役
- 仮面ライダージオウ 第7・8話・25話・26話（2018年10月・2019年3月、テレビ朝日） - 早瀬 役
- BS笑点ドラマスペシャル　五代目三遊亭圓楽（2019年1月、BS日テレ）- 初代 柳亭小痴楽 役
- 刑事ゼロ 9話・10話（2019年3月、テレビ朝日）‐ 外山直澄 役
- 神酒クリニックで乾杯を 7話（2019年3月、BSテレ東）ダナン 役
- ミナミの帝王ZERO 2話・９話・10話（2019年4月-6月、関西テレビ）中沢 役
- 知らなくていいコト（2020年1月-3月、日本テレビ）‐ 田淵隆太 役
- 半沢直樹（2020年4月-6月、TBSテレビ）- 尾西克彦 役
- 連続テレビ小説 おちょやん（2021年、NHK）- 記者 役
- DCU〜手錠を持ったダイバー〜 第5話（2022年2月20日、TBS）- リーダー（誘拐犯）役
- フィクサー Season1（2023年、WOWOW）- 殿村英人 役
- ギフテッド Season1 第2話（2023年8月、フジテレビ）- 林秘羽我 役[1]

### 映画
- 新・空手バカ一代 格闘者（2003年）
- 日本の首領3（2004年） - 池田 役
- 難波金融伝ミナミの帝王 闇の代理人（2005年）
- 死刑確定（2004年）
- 猿飛佐助・闇の軍団（2005年）
- 檻〜Prison Girl〜（2006年）
- Zero WOMAN R 警視庁0課の女（2007年）
- 実録・連合赤軍〜あさま山荘への道程〜（2008年）
- NIGHT☆KING ホスト王 破天荒（2008年）
- 60歳のラブレター（2009年）
- デブデカ（2009年）
- 書の道（2009年）
- タイマン（2009年）
  - タイマンII（2010年）
- アメイジング グレイス〜儚き男たちへの詩〜（2011年）
- 1＋1＝1 1（2012年） - 主演
- 狂い武蔵（2013年）
- 猫侍（2014年）
- 絶狼-ZERO- -BLACK BLOOD-白ノ章（2014年）
- 青空エール（2016年）
- はらはらなのか。（2017年）- 粟島瑞丸 役
- ザ・ファブル （2019年6月公開） 松沢 役

### オリジナルビデオ
- 湘南爆走族シリーズ - 桜井信二 役 ※レギュラー出演
  - 湘南爆走族2 〜俺とお前のGOOD LUCK〜（2001年）
  - 湘南爆走族3 〜10オンスの絆〜（2002年）
- 岸和田少年愚連隊 カオルちゃん最強伝説 ※レギュラー出演
  - 番長足球（2003年）
  - 妖怪地獄（2004年）
  - マレーの虎（2005年）
  - 中華街のロミオとジュリエット（2007年）
  - 女番哀歌（スケバンエレジイ）（2007年）
- JINGI 仁義Ver.40 〜報復の銃弾〜（2004年）
- 難波金融伝ミナミの帝王ヤング編 金貸し萬田銀次郎（2006年）
- 隣之怪 参談「ツイテナイ」（2007年）

### 短編アニメ
- THE ANCESTOR（2017年）

### 舞台
- 幕末義侠伝 冬の風車 -国定忠治にまちがえられた男-（2005年12月、シアターグリーン）
- 飛龍伝（2006年3月、麻布ディプラッツ）
- SASUKE（2006年8月、TACCS1179）
- 静かなるドン（2006年9月、ザムザ阿佐ヶ谷）
- 黒い雨〜死海の義和団（2006年11月、池上本門寺大堂裏特設テント劇場）
- 演劇集団スプートニク
  - 壊れたラジオ（2007年11月、シアターブラッツ）
  - ちょっと行ってきます宇宙（そら）へ（2008年11月、シアターブラッツ）
  - ジェニファー（2009年3月、中野ザ・ポケット）
  - デイドリーム（2009年12月、池袋シアターグリーン）
  - OH MY ゴースト!!（2010年8月、中野ザ・ポケット）
- Ai-kata
  - 愛のかたまり（2009年10月、銀座MAKOTOシアター）
  - 愛のかたまり -varentine-（2010年2月、銀座MAKOTOシアター）
  - More than this -愛のかたまり-（2010年6月、萬劇場）
  - 愛のかたまり -summer-（2010年7月、萬劇場）
  - オリナカ（2011年2月、萬劇場）
  - Nine Blood（2011年5月、池袋あうるすぽっと）
  - エンドレス（2011年7月、萬劇場）
  - WHO IS SUNDAYMAN（2012年2月、萬劇場） - 声のみ出演
- 中津留章仁LOVERS
  - Vol.1「青の戯れ」（2010年10月、ワーサルシアター）
  - Vol.2「灰色の彼方」（2010年12月、タイニイアリス） - 主演
  - Vol.3「黄色い叫び」（2011年7月、ワーサルシアター）
- 劇団K助
  - ゴッドストーリー（2011年6月、エコー劇場）
  - ウェディング&ハプニング（2011年10月、中野ザ・ポケット）
  - それいけ、ユーコマン!（2012年7月、中野ザ・ポケット）
- 劇団トラッシュマスターズ
  - 狂おしき怠惰（2012年2月、下北沢駅前劇場）
- 東京セレソンデラックス
  - 「ピリオド」（2012年4月、中野ザ・ポケット）
- 劇団たいしゅう小説家
  - キマズゲ -愛のことば-（2010年4月、池袋芸術劇場小ホール2）
  - 「五線紙の上のジェーン」（2012年6月、東池袋あうるすぽっと）
  - 鉄道員（2013年2月、日本橋公会堂）
  - ASU（2013年7月、南大塚ホール） - 主演
  - トライフルエンターテイメント　日付のないカレンダー（2013年12月、中野ザ・ポケット）
  - タイムポンポン（脚本:園田英樹、2014年5月、風姿花伝） - 演出
- 演劇集団Z-Lion（ジーライオン） ※ 全公演　脚本・演出・出演
  - 旗揚げ公演「檻からホットブラザーズ」（2012年11月27日 - 12月4日、タイニイアリス）
  - 第2回公演「a Novel 文書く show」（2013年6月18日 - 25日、上野ストアハウス）
  - 第3回公演「Can you believe ファンタスケッチ?」（2014年2月4日 - 9日、中野テアトルBONBON）
  - 第4回公演「This is a お感情博士!」（2014年11月26日 - 30日、笹塚ファクトリー）
  - 第5回公演「まっ透明なAsoべんきょ〜」（2015年6月24日 - 28日、中野・ザ・ポケット）
  - 第6回公演「あっ地球 to こっ地球」（2015年11月28日 - 23日、笹塚ファクトリー）
  - 特別公演「隣はラジカル」（脚本:井上ラテ、2016年3月30日 - 4月3日、中野・ザ・ポケット）
  - 第7回公演「Magician達のリファンタジ〜」（2016年6月22日 - 26日、六本木俳優座劇場）
  - 第8回公演「きっといいKotoあるravel」（2017年４月26日 - 30日、中野・ザ・ポケット）
  - 第９回公演「夢のLife twoトゥライフ」（2017年10月25日 - 29日、シアターサンモール）
  - 東京・大阪・名古屋公演2018「まっ透明なAsoべんきょ〜」（2018年5月23日-6月8日、俳優座劇場・ABCホール・熱田文化小劇場）
  - 第10回公演「思い出すならAnotime」（2018年11月28日-12月2日、シアターサンモール）
  - 東京・大阪・名古屋公演2019「a Novel 文書く show」（2019年5月29日-6月9日、俳優座劇場・ABCホール・東別院ホール）
  - 第11回公演「裏からGood Schoolへ」（2019年11月20日-11月24日、シアターサンモール）
  - 第12回公演「テーマ・我が家の家族」（2022年月5月18日-５月22日、俳優座劇場）
  - 第13回公演「笑ってもいい家」（2023年7月1日-7月9日、俳優座劇場）
- 朗読劇 半沢直樹 ※演出（2020年9月12日-13日、新国立劇場中劇場）

### CM
- モンスターストライク - TVCM 声の出演